# Sami Hafez Enan

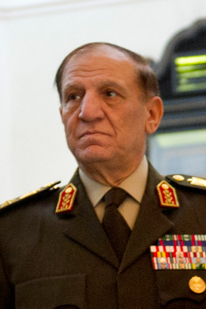
Sami Hafez Enan (2012)

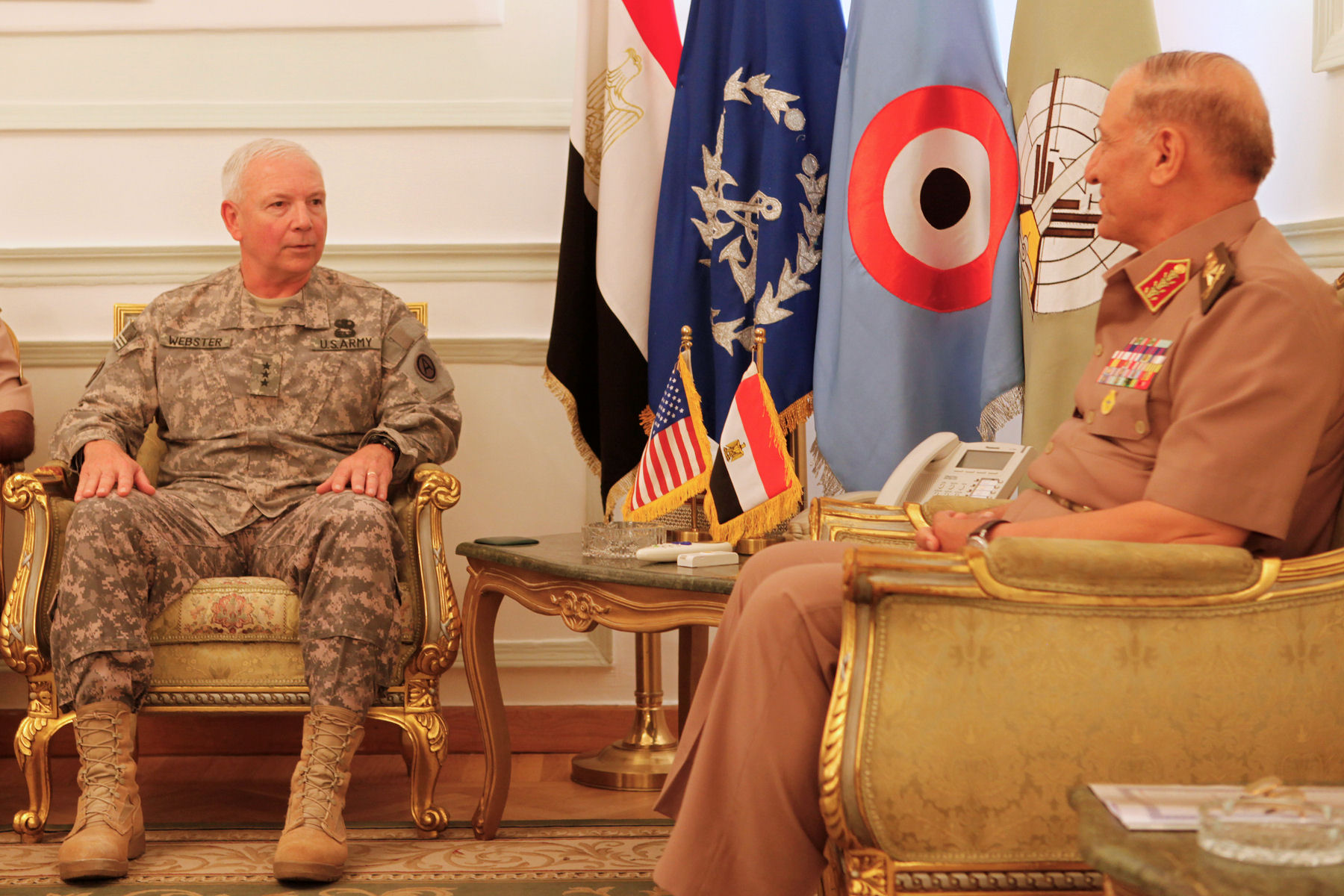
Enan (rechts) mit dem amerikanischen Offizier William Webster 2009

Sami Hafez Enan (arabisch سامى حافظ عنان, DMG Sāmī Ḥāfiẓ ʿAnān, * 2. Februar 1948 in Fajjum) ist ein ägyptischer Militärangehöriger im Range eines Generalleutnants. Er war seinerzeit (im Oktober 2011) Stabschef der Streitkräfte Ägyptens. Außerdem war er Mitglied des Obersten Rats der Streitkräfte, welcher Ägypten im Zuge der Revolution in Ägypten 2011 bis zur Ablösung durch die Zivilregierung Mursi regiert hat.

## Leben
Vom 24. bis 30. Januar 2011, der Woche, in der die Revolution in Ägypten 2011 begann, befand sich Sami Hafez Enan anlässlich eines Treffens im Pentagon in den Vereinigten Staaten.
Am 1. Oktober 2011 stimmte Sami Hafez Enan einer Änderung des Wahlgesetzes zu den Parlamentswahlen 2011 zu. Danach soll diejenige Textpassage gestrichen worden sein, wonach ein Teil der Parlamentssitze nicht näher definierten unabhängigen Kandidaten zugesprochen werden würde. Außerdem präsentierte er einen Zeitplan für die Machtübergabe an eine zivile Führung.
Am 2. Januar 2013 flüchtete Sami Hafez Enan mit seiner Familie nach Saudi-Arabien. Als Grund dafür vermutet man den Inhalt eines fertiggestellten Untersuchungsberichts, in dem die Namen der Offiziere, die sich für eine Konterrevolution eingesetzt hatten, und in dem Namen der Verantwortlichen für die blutige Niederschlagung von Protesten zur Zeit der Militärregierung enthalten sein sollen.